# Muhammad al-Achdar-Hamina
Muhammad al-Achdar-Hamina, arab. محمد الأخضر حامينا, fr. Mohammed Lakhdar-Hamina (ur. 26 lutego 1934 w Al-Masila, zm. 23 maja 2025 w Algierze) – algierski reżyser i scenarzysta filmowy. Jeden z najważniejszych twórców kina arabskiego. 

## Życiorys
Jego film Wiatr z Aurès (1967) był kamieniem węgielnym algierskiej kinematografii. Autor nagrodzonego Złotą Palmą na 28. MFF w Cannes filmu Kronika lat pożogi (1975), w którym opisał dzieje algierskiego ruchu niepodległościowego od 1939 aż po powstanie przeciwko Francji w 1954.
Był aktywnym członkiem ruchu oporu skierowanemu przeciwko polityce okupującej jego ojczystą Algierię Francji. Brał udział w wojnie w Algierii. Tematem wielu jego filmów stała się walka narodowo-wyzwoleńcza, poszukiwanie narodowej tożsamości oraz okres postkolonialny.

## Filmografia

### Reżyser
- 1967: Wiatr z Aurès (Rih al awras)
- 1968: Terrorysta Hassan (Hassan Terro)
- 1973: Grudzień pułkownika Saint-Merana (Décembre)
- 1975: Kronika lat pożogi (Ahdat sanawovach el-djamr)
- 1982: Burza piaskowa (Rih al-raml)
- 1986: Ostatni obraz (La dernière image)
- 2014: Crépuscule des ombres